# Aaru

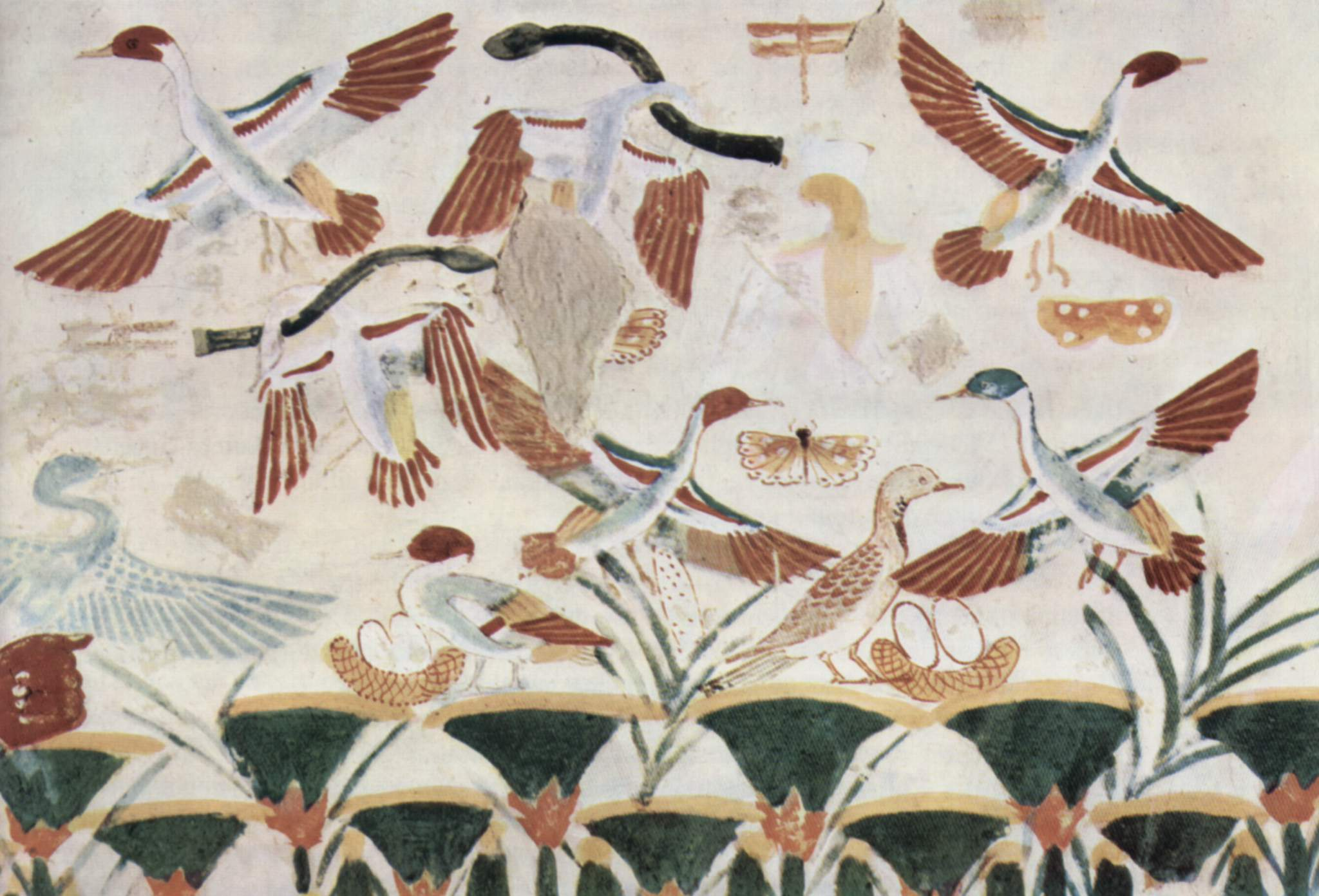
Pintura a la tomba de Najt

En la mitologia egípcia, Aaru era el paradís de l'inframón on manava Osiris; les ànimes (Ka) que pels seus pocs pecats pesaven menys que la Ploma de la veritat eren enviades a Aaru per viure-hi en calma durant tota l'eternitat. Aaru era considerat un lloc a l'est (allà on sorgeix el sol) i era descrit com un delta o una sèrie d'illes cobertes de canyes.
Només als esperits els actes passats terrenals dels quals (consciència i moralitat, representats pel cor) pesaven igual que el Maat (l'harmonia còsmica, representada simbòlicament per una ploma), els era permès començar un llarg i perillós viatge a l'Aaru, per gaudir plaentment per tota l'eternitat.
Però la vida nova que comença després d'un judici favorable no és, al principi, millor o més espiritual que la vida en la terra. El just continua sent un caminant en un viatge llarg i difícil per a aconseguir arribar a la felicitat en els fèrtils camps d'Aaru.
En aquest viatge, estava exposat a múltiples perills i, per a evitar-los, l'esperit del difunt depenia de l'energia i coneixements que hagués adquirit en la vida passada, i de les paraules màgiques registrades en el Llibre dels morts.
A més, necessitava l'ajuda proporcionada pels parents i amics que encara vivien a la terra, ja que eren ells els que asseguraven la conservació del seu cadàver perquè pogués tornar i utilitzar-lo com a tomba indestructible, llar i abric de la seva Ka, i necessitava aliment i beguda per a la seva vida, oracions i sacrificis per a la seva salvació, i perseverar en el seu record inscrivint als murs de la tomba, o escrivint en rotllos de papir, capítols del Llibre dels morts, introduïts entre els embenats del seu cos momificat.
Noms alternatius: Yaaru, Iaru, Aalu.